# Scaptia
Genre
Scaptia est un genre de diptères de la famille des Tabanidae (les taons). 

## Liste des espèces et sous-genres
Selon BioLib (7 octobre 2018) :
- sous-genre Scaptia (Myioscaptia) Mackerras, 1955
  - Scaptia bancrofti (Austen, 1912)
  - Scaptia calliphora Mackerras, 1960
  - Scaptia gibbula (Walker, 1848)
  - Scaptia inopinata Fairchild & Mackerras, 1977
  - Scaptia muscula English, 1955
  - Scaptia nigroapicalis Mackerras, 1960
  - Scaptia nigrocincta Mackerras., 1960
  - Scaptia violacea (Macquart, 1850)
- sous-genre Scaptia (Palimmecomyia) Taylor, 1917
  - Scaptia pictipennis (Mackerras, 1960)
  - Scaptia walkeri (Newman, 1857)
- sous-genre Scaptia (Plinthina) Walker, 1850
  - Scaptia arnhemensis Lessard, 2011
  - Scaptia aurifulga Lessard, 2011
  - Scaptia beyonceae Lessard, 2011
  - Scaptia binotata (Latreille, 1812)
  - Scaptia cinerea (Ricardo, 1915)
  - Scaptia clelandi (Ferguson, 1921)
  - Scaptia divisa (Walker, 1850)
  - Scaptia nelsonae Lessard, 2011
  - Scaptia nigerrima Mackerras, 1960
  - Scaptia nigripuncta Lessard, 2011
  - Scaptia subcinerea Mackerras, 1960
  - Scaptia vertebrata (Bigot, 1892)
- sous-genre Scaptia (Pseudoscione) Lutz, Araujo & Fonseca, 1918
  - Scaptia anomala Mackerras, 1960
  - Scaptia aureohirta (Ricardo, 1900)
  - Scaptia auripleura (Taylor, 1917)
  - Scaptia bicolorata (Taylor, 1918)
  - Scaptia calabyi Mackerras, 1960
  - Scaptia clavata (Macquart, 1837)
  - Scaptia concolor (Walker, 1850)
  - Scaptia gemina (Walker, 1848)
  - Scaptia georgii (Taylor, 1918)
  - Scaptia guttipennis (Ferguson, 1924)
  - Scaptia ianthina (White, 1915)
  - Scaptia lasiophthalma (Macquart, 1834)
  - Scaptia maculiventris (Westwood, 1835)
  - Scaptia neoconcolor (Mackerras, 1960)
  - Scaptia neotricolor (Taylor, 1918)
  - Scaptia orientalis Mackerras, 1960
  - Scaptia quadrimacula (Walker, 1848)
  - Scaptia regisgeorgii (Taylor, 1918)
  - Scaptia roei (Macleay, 1826)
  - Scaptia rufonigra (Ferguson, 1921)
  - Scaptia subappendiculata (Macquart, 1850)
  - Scaptia subcontigua (Ferguson, 1921)
  - Scaptia testaceomaculata (Macquart, 1850)
  - Scaptia vicina (Taylor, 1918)
  - Scaptia xanthopilis (Ferguson, 1921)
- sous-genre Scaptia (Scaptia) Walker, 1850
  - Scaptia abdominalis (Ricardo, 1917)
  - Scaptia alpina Mackerras, 1960
  - Scaptia auranticula Mackerras, 1960
  - Scaptia aurata (Macquart, 1837)
  - Scaptia aureovestita (Ferguson & Henry, 1919)
  - Scaptia auriflua (Donovan, 1805)
  - Scaptia aurinotum Mackerras, 1960
  - Scaptia barbara Mackerras, 1960
  - Scaptia berylensis (Ricardo, 1915)
  - Scaptia brevirostris (Macquart, 1850)
  - Scaptia fulgida (Ferguson & Henry, 1919)
  - Scaptia guttata (Donovan, 1805)
  - Scaptia jacksoniensis (Guérin-Méneville, 1831)
  - Scaptia jacksonii (Macquart, 1837)
  - Scaptia limbithorax (Macquart, 1855)
  - Scaptia media (Walker, 1848)
  - Scaptia minuscula Mackerras, 1960
  - Scaptia monticola (Mackerras, 1960)
  - Scaptia norrisi Mackerras, 1960
  - Scaptia orba Mackerras, 1960
  - Scaptia patula (Walker, 1848)
  - Scaptia plana (Walker, 1848)
  - Scaptia pulchra (Ricardo, 1915)
  - Scaptia similis Mackerras, 1960
  - Scaptia singularis (Macquart, 1846)
  - Scaptia subcana (Walker, 1848)
  - Scaptia testacea (Macquart, 1838)
  - Scaptia tricolor (Walker, 1848)
- Scaptia adrel (Walker, 1850)
- Scaptia dorsoguttata (Macquart, 1850)
- Scaptia lata (Guérin-Méneville, 1835)
- Scaptia latipalpis (Macquart, 1850)
- Scaptia longipennis (Ricardo, 1902)
- Scaptia ricardoae (Hutton, 1901)
- Scaptia rufa (Macquart, 1838)
- Scaptia seminigra (Ricardo, 1902)
- Scaptia viridiventris (Macquart, 1838)

## Publication originale
- (en) Walker, 1850 : Insecta Saundersiana, or characters of undescribed insects in the collection of W W Saunders - Vol. 1 Diptera. pp. 1–76 (texte intégral).